# 떡살
떡살은 떡을 눌러 무늬를 찍어 내는 판이다. 떡에 찍어서 나타나는 무늬를 "떡살"이라 부르기도 한다. 흔히 나무로 만들지만, 사기 등 다른 재료로 만들기도 한다.